# Katedra Najświętszej Maryi Panny w Konstancji
Katedra Najświętszej Maryi Panny w Konstancji - świątynia rzymskokatolicka w Konstancji, Badenii-Wirtembergii nad jeziorem Bodeńskim.
Pierwszy kościół zbudowany około roku 600 jako katedra biskupstwa Konstancji. Od zniesienia diecezji w 1821 roku pełnił funkcję kościoła parafialnego. W 1955 roku podniesiona do rangi bazyliki mniejszej.